# Criminalistică
Criminalistica este știința care elaborează mijloace și metode tehnico-științifice, precum și procedee tactice destinate descoperirii, fixării, ridicării, examinării și interpretării probelor judiciare, efectuării expertizelor și constatărilor tehnico-științifice, în scopul prevenirii și descoperirii infracțiunilor săvârșite, identificării infractorilor și administrării probelor necesare aflării adevărului în procesul judiciar.
Principalele atribuții ale structurilor de criminalistică sunt cele privind efectuarea cercetării la fața locului, examinarea probelor în laborator, efectuarea constatărilor tehnico-științifice și a expertizelor criminalistice, precum și cercetarea științifică fundamentală și aplicativă.